# Nennalpheus
Nennalpheus is een geslacht van kreeftachtigen uit de klasse van de Malacostraca (hogere kreeftachtigen).

## Soorten
- Nennalpheus inarticulatus Banner & Banner, 1981
- Nennalpheus sibogae (de Man, 1910)